# Der Prinz und die Tänzerin (1957)
Der Prinz und die Tänzerin (Originaltitel: The Prince and the Showgirl) ist eine britische Filmkomödie nach einem Bühnenstück von Terence Rattigan aus dem Jahr 1953.

## Handlung
Großherzog Karl, Prinzregent von Karpathien, kommt im Jahre 1911 zur Krönungsfeier von George V. nach London. Beim Besuch einer Revue begegnet der Monarch der attraktiven Tänzerin Elsie Marina. Der Prinz nimmt Elsie für ein Tête-à-Tête mit, welches aber anders endet als erwartet. Elsie bringt den Prinzen ständig aus der Fassung, seine Annäherungsversuche finden nicht die erhoffte Reaktion, und sie schläft betrunken ein. Am nächsten Morgen wird ihr klar, dass sie sich in Karl verliebt hat, der sie aber los sein will. Elsie lernt die Königinmutter kennen, wird ihre Zofe für die Krönungsfeier, verhindert eine Revolution von Karls Sohn Nicolas und gewinnt doch noch Karls Herz. Bei seiner Abreise verspricht sie, auf ihn zu warten.

## Hintergrund
Der Film ist das einzige Werk der von Monroe und Milton Greene gegründeten Filmproduktionsfirma Marilyn Monroe Productions Inc.
Trotz der Mitwirkung von Laurence Olivier erreichte der Film nicht den erwarteten Erfolg, und Marilyn Monroe kehrte nach Hollywood zurück.
Colin Clark, der bei den Dreharbeiten als Regieassistent mitwirkte, verfasste später zwei Bücher über die Zusammenarbeit mit Marilyn Monroe und seine Liebesbeziehung zu ihr. Diese Memoiren wurden 2011 in dem Drama My Week with Marilyn verfilmt.

## Synchronisation
Die deutsche Fassung des Films entstand bei der Riva-Synchron, München.
| Rolle            | Schauspieler     | Synchronsprecher  |
| ---------------- | ---------------- | ----------------- |
| Elsie Marina     | Marilyn Monroe   | Margot Leonard    |
| Prinzregent Karl | Laurence Olivier | Peter Pasetti     |
| Königinmutter    | Sybil Thorndike  | Eva Eras          |
| Northbrook       | Richard Wattis   | Hans Nielsen      |
| Major Domo       | Paul Hardwick    | Leo Bardischewski |
| Botschafter      | Aubrey Dexter    | Reinhard Glemnitz |
| Lady Sunningdale | Maxine Audley    | Maria Landrock    |

Während der von Lawrence Oliver verkörperte Großherzog Karl im englischen Original in regelmäßigen Abständen auf Deutsch flucht und darauf später von Elsie Marina angesprochen wird, wurde dies in der deutschen Synchronisation mit der französischen Sprache ersetzt. Dasselbe gilt für das Telefonat von König Nicolas, welches er neben Elsie Marian im Original auf Deutsch führt, um zu vertuschen, dass er eine Verschwörung gegen seinen Vater plant. Es stellt sich allerdings heraus, dass Elsie der deutschen Sprache mächtig ist und damit den jungen König in eine prekäre Situation bringt. In der deutschen Synchronisation spricht König Nicolas in dieser Szene allerdings ebenfalls Französisch. Durch diese kreative Entscheidung entsteht später ein logischer Fehler, wenn die Königinwitwe sich mit Elsie auf Französisch zu unterhalten versucht – sowohl im englischen Original, als auch in der deutschen Synchronisation – Elsie jedoch, offenbar der französischen Sprache nicht mächtig, nur verlegen mit „Oui“ antworten kann.

## Kritiken
„Charmant, witzig, graziös und geistreich inszenierte Verfilmung eines Bühnenstücks. Regisseur und Hauptdarsteller Olivier setzt vor allem auf die Schauspielführung; die filmische Auflösung des Geschehens bleibt dagegen eher konventionell und steif. Marilyn Monroe zeigt in dieser bezaubernden Komödie eine ihrer besten Leistungen.“

„The Prince and the Showgirl macht großen Spaß, wenn man ihn nicht ernst nimmt. Sein Autor tut das ganz sicher nicht. Terence Rattigan hat nur ein Spiel erdacht, um uns für zwei Stunden zu unterhalten, und den Schauspielern macht die Sache jedenfalls ungeheuren Spaß. Sie versuchen, ein ernstes Gesicht zu machen, doch ein Augenzwinkern verrät sie. Im Falle von Laurence Olivier muß sich das Zwinkern erst einen Weg durch ein dickes Monokel suchen, um die Außenwelt zu erreichen, schafft dies aber auch. Diese darstellerische Leistung ist voller subtilem Humor. […] Marilyns Rolle besitzt keine so feinen Nuancen. Sie ist ein einfältiges, aufgeschlossenes Revuegirl und weiter nichts, und Miss Monroe spielt es mit Frohsinn, kindlicher Unschuld, vergnügten Quieksern, schmollendem Mund. Augen groß wie Golfbälle und so manchem herzhaften Schwung ihrer wohlgeformten Rundungen.“

## Auszeichnungen
Hauptdarstellerin Marilyn Monroe gewann 1958 den Targe d’Oro des italienischen David di Donatello, den französischen Étoile de Cristal als beste ausländische Darstellerin und belegte einen vierten Platz bei den US-amerikanischen Laurel Awards als beste Komödiendarstellerin. Bei den British Film Academy Awards war der Film in fünf Kategorien (Bester Film, britischer Film, Laurence Olivier als bester britischer Darsteller, bestes britisches Drehbuch, Marilyn Monroe als beste ausländische Darstellerin) nominiert, konnte sich aber nicht gegen die Konkurrenz durchsetzen.